# 八葉グループ事件
八葉グループ事件（はちようグループじけん）とは2002年に発覚した詐欺事件。2002年11月当時は豊田商事事件に次ぐ規模の詐欺事件として知られていた。

## 概要
1999年9月ごろ、実質的経営者で創価学会員である元名誉会長の田所収が、沖縄県北谷町に本社を置く健康食品会社全国八葉物流を中核とする「八葉グループ」の事業を開始。元名誉会長は直前に同様の事業を行う業者を破綻させたばかりだった。
同グループは2001年まで「代理店などになれば栄養補助食品の販売利益の配当が得られ、1年間で出資金が2倍になる」などと謳い、マルチ商法を装って約5万人から1500億円近い金を集めていた。しかし同グループは資金不足で2001年12月末ごろから配当の支払いが滞るようになったため、被害者らによって被害者連絡会議が設立された。反社会的組織の不法行為もあり全国八葉物流は資産凍結のために準自己破産を申し立て、2002年1月29日に破産宣告を受けた。
2002年11月には、警視庁と沖縄・愛媛両県警の合同捜査本部が元名誉会長ら14人を詐欺罪で逮捕した。捜査によって、八葉グループは商品販売の実態がほとんどなく、大半をそのまま配当に回す自転車操業だったことが判明した。そして同年12月に組織的な犯罪の処罰及び犯罪収益の規制等に関する法律（組織犯罪処罰法）違反（組織的詐欺）でうち9人が起訴された。元名誉会長に懲役9年の判決が言い渡されたのをはじめ、主要な関係者に有罪判決が言い渡された。 
なお、この事件の被害者を狙った別の詐欺事件も発生している。